# Dacryopinax martinii
Dacryopinax martinii är en svampart som beskrevs av Lowy 1971. Dacryopinax martinii ingår i släktet Dacryopinax och familjen Dacrymycetaceae.   Inga underarter finns listade i Catalogue of Life.